# 나나에정
나나에정(일본어: 七飯町)은 일본 홋카이도 오시마 종합진흥국 관내 중부에 있는 정이다. 정명의 유래는 아이누어의 ‘남나이’(ナムナイ, 차가운 강이라는 뜻)이다.

## 지리
오시마 관내 중부에 위치한다. 정 남부는 하코다테시와 접하는 평야이다. 동부에는 요코쓰산, 북부에는 산과 늪이 있다. 정을 남북으로 국도 5호선, 하코다테 본선이 종단한다.

### 인접한 자치체
- 오시마 종합진흥국
  - 하코다테시, 호쿠토시, 모리정, 시카베정

## 역사
- 1879년 - 나나에촌과 이다촌이 합병해 나나에촌, 후지야마촌과 시로야마촌이 합병해 후지시로촌이 되었다.
- 1902년 - 가메다군 나나에촌, 오나카야마촌, 후지시로촌, 이쿠사가와촌, 도게시타촌, 쓰루노촌이 합병해 가메다군 나나에촌이 되었다.
- 1957년 - 정으로 승격해 나나에정이 되었다.

## 산업
기간 산업은 농업(벼농사, 밭농사)이며 사과 생산도 행해지고 있다. 하코다테시 북부와 인접해 베드타운의 역할도 하고 있다. 근래에는 화훼 재배가 번성하여 일본 유수의 ‘스프레이 카네이션’ 생산지이다.

## 교통

### 철도
- 홋카이도 여객철도 하코다테 본선

### 도로
- 하코다테 신도
- 국도 5호선

## 자매 도시
- 일본 가가와현 기타군 미키정
- 미국 매사추세츠주 콩코드